# Mariah May
Mariah May Mead (née le 4 août 1998 à Londres) est une actrice, une mannequin et une catcheuse (lutteuse professionnelle) britannique. Elle travaille actuellement à la World Wrestling Entertainment, dans la division NXT, sous le nom de Blake Monroe.
Elle est aussi connue pour son travail à la World Wonder Ring Stardom et la All Elite Wrestling.

## Biographie

### Carrière de catcheuse

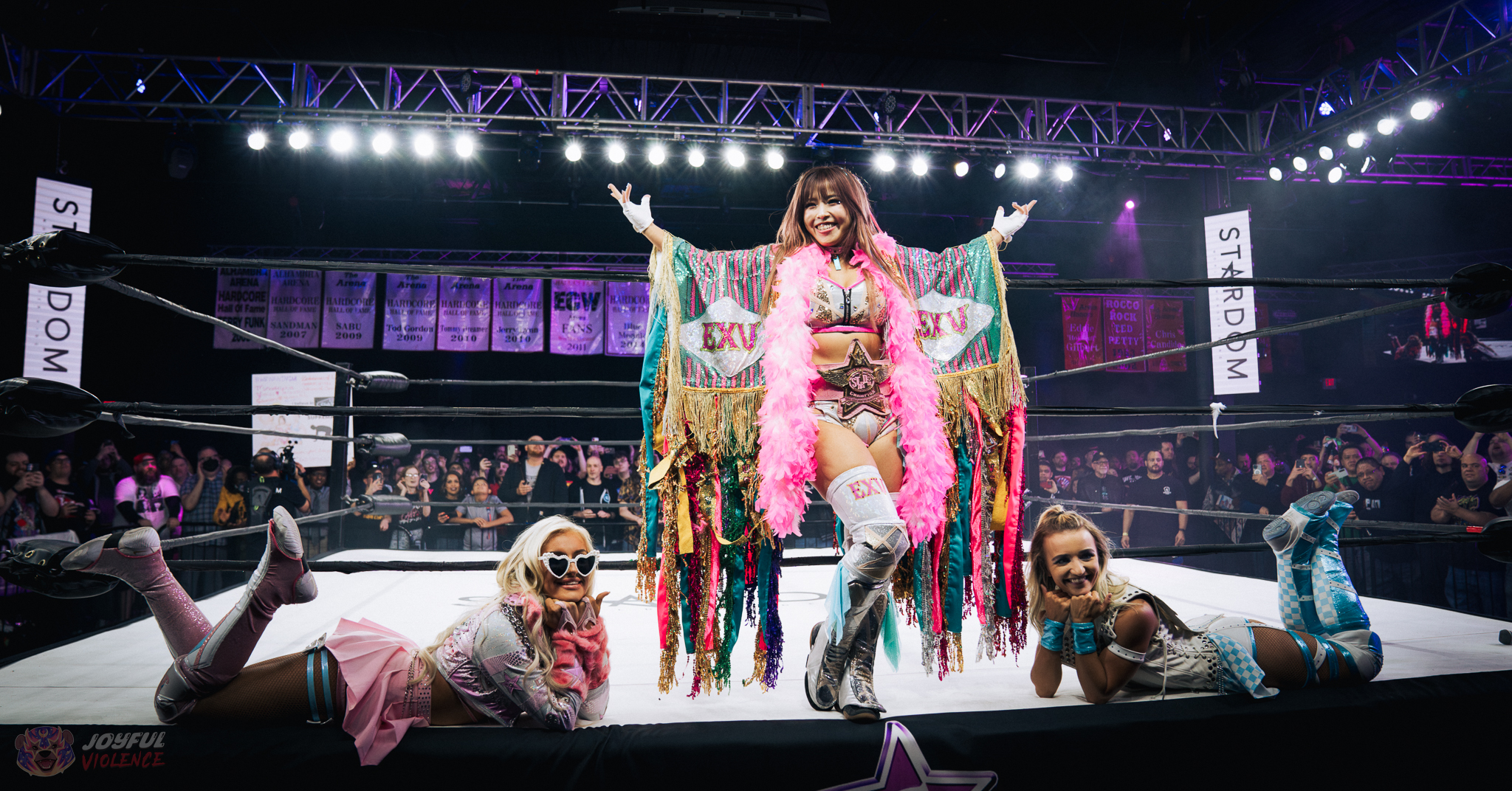
Mina Shirakawa, Mariah May et Xia Brookside en avril 2024.

#### Circuit Indépendant (2019-2022)
Le 2 février 2019 à Hustle Live In Enfield de la Hustle Wrestling, elle fait ses débuts sous le nom de Mariah May, dispute son premier match, mais perd face à Nina Samuels.
Le 29 février 2020 à United Wrestling UK - Day 2 I Can Do This All Day! de la United Wrestling UK, elle devient la nouvelle championne de la UK Wrestling en battant Baltazar, Charles Crowley, Fre3kshow, RJ Singh et Talia Martins dans un 6-Way Elimination match et remporte le titre pour la première fois de sa carrière.
Le 24 octobre 2021 à SMW Ghouls Night Out de la Slammasters Wrestling, elle devient la nouvelle championne de la SMW en battant Armina Lily, Echo Reed et LA Taylor dans un Fatal 4-Way match, remporte le titre pour la première fois de sa carrière, son second titre personnel et, de ce fait, devient double championne.
Le 1er mai 2022 à United Wrestling UK - Day 5 Mayday de la United Wrestling UK, elle ne conserve pas sa ceinture, battue par Josh Foulds, ce qui met fin à un règne de 792 jours.
Le 2 octobre à SMW Brawl At The Banking Hall de la Slammasters Wrestling, elle ne conserve pas sa ceinture, battue par LA Taylor, ce qui met fin à un règne de 343 jours.

#### World Wonder Ring Stardom (2022-2023)
Le 29 décembre à Stardom's Dream Queendom 2, elle fait ses débuts à la World Wonder Ring Stardom aux côtés de Xia Brookside, avec qui elle forme Club Venus. Les deux catcheuses assistent à la victoire de Cosmic Angels (Mina Shirakawa et Unagi Sayaka) sur Donna Del Mondo (Mai Sakurai et Thekla).
Le 3 janvier 2023 à Stardom Triangle Derby I Opening Round, elle dispute son premier match aux côtés de Xia Brookside et Mira Shirakawa. Ensemble, les trois catcheuses battent Rina Amikura, Waka Tsukiyama et Yuko Sakurai un 6-Women Tag Team match. Cinq soirs plus tard à Stardom Triangle Derby I In Nagoya ~Come To Nagoya~, elles battent Oedo Tai (Natsuko Tora, Rina et Saki Kashima) dans la même stipulation. Le 4 mars à Stardom Triangle Derby I ~Championship Battle~, Waka Tsukiyama, Mina Shirakawa et elle perdent le match revanche face à Donna Del Mondo (Maika, Mai Sakurai et Thekla) dans un 6-Women Tag Team match. Le 25 mars à Stardom New Blood Premium, elle bat Super Strong Stardom Big Machine.
Le 23 avril lors du pré-show à Stardom All-Star Grand Queendom, Club Venus (Jessie, Xena et elle) et Thekla perdent face à Oedo Tai (Momo Watanabe, Natsuko Tora, Ruaka et Saki Kashima) dans un 8-Women Tag Team match. Le 25 juin à Stardom Sunshine, Mina Shirakawa et elle deviennent les nouvelles championnes Goddess de Stardom en battant God's Eye (Ami Sourei et MIRAI) et remportent les titres pour la première fois de leurs carrières.
La semaine suivante à Stardom MidSummer Champions 2023 ~Kings Of MidSummer~, elles conservent leurs titres en rebattant God's Eye (Ami Sourei et Syuri). Le 13 août à Stardom X Stardom 2023 ~Osaka Summer Team~, elles ne conservent pas leurs ceintures, battues par Cosmic Angels (Natsupoi et Saori Anou), ce qui met fin à un règne de 49 jours.

#### All Elite Wrestling (2023-2025)
Le 8 novembre à Dynamite, elle fait ses débuts à la All Elite Wrestling, en tant que Heel, et devient la groupie de la championne du monde, "Timeless" Toni Storm.
Le 3 janvier 2024 à Dynamite, elle dispute son premier match et bat Queen Aminata.
Le 30 juin lors du pré-show à Forbidden Door, elle bat Saraya au premier tour du tournoi pour la coupe Owen Hart féminin.
Le 10 juillet à Dynamite, elle remporte le tournoi Owen Hart féminin en battant Willow Nightingale en finale et devient aspirante no 1 au titre mondial féminin à All In. Après le combat, son adversaire lui serre la main, puis elle provoque le Face Turn de sa désormais ex-mentor, car elle se retourne contre cette dernière et la tabasse. Le 25 août à All In, elle devient la nouvelle championne du monde en battant "Timeless" Toni Storm et remporte le titre pour la première fois de sa carrière.
Le 23 novembre à Full Gear, son alliance avec Mina Shirakawa prend officiellement fin, car pendant sa célébration pour la ceinture mondiale féminine avec la catcheuse japonaise, elle tente d'attaquer cette dernière avec la chaussure à talon, mais son ancienne amie lui porte un Spear et la fait passer à travers une table. Le 28 décembre à Worlds End, elle conserve son titre en battant Thunder Rosa dans un Tijuana Street Fight match.
Le 15 février 2025 à Grand Slam Australia, elle ne conserve pas sa ceinture, battue par "Timeless" Toni Storm dans un match revanche. Le 9 mars à Revolution, elle ne remporte pas la ceinture, rebattue par sa même adversaire dans un "Bloody Hollywood Ending" Falls Count Anywhere match.
Le 30 mai, elle quitte officiellement la compagnie au terme de son contrat.

### World Wrestling Entertainment (2025-...)

#### Débuts àNXT(2025-...)
Le 3 juin, elle signe officiellement pour plusieurs années avec la World Wrestling Entertainment. Le soir même à NXT, elle fait ses débuts dans le show jaune, en tant que Face, et s'annonce comme la future championne de la division féminine.
Le 12 juillet à NXT: The Great American Bash, elle dispute son premier match aux côtés de Jordynne Grace et ensemble, les deux catcheuses battent Fatal Influence (Jazmyn Nyx et Jacy Jayne). Le lendemain à Evolution, elle accompagne sa partenaire et assiste à sa défaite face à la leader du clan ennemi. Pendant le combat, elle effectue un Heel Turn, frappe son ancienne équipière avec la ceinture de son adversaire et se range du côté de la gagnante.

### Vie privée
En 2023, elle est en couple avec le catcheur indépendant, Danny Duggan.

## Palmarès
- All Elite Wrestling
  - 1 fois Championne du Monde de l'AEW
  - Vainqueure de la Women's Owen Hart cup (2024)
- Slammasters Wrestling
  - 1 fois SMW Women's Champion
- United Wrestling UK
  - 1 fois United Westling Champion
- World Wonder Ring Stardom
  - 1 fois Godesses of Stardom Champion - avec Mina Shirakawa